# 2-й Хорошёвский проезд
Второ́й Хорошёвский прое́зд расположен в Северном административном округе города Москвы на территории Хорошёвского района.

## История
Второй Хорошёвский проезд появился в начале 1950-х годов. Получил название 11 декабря 1953 года от Хорошёвского шоссе, расположенного рядом. До 2000-х годов параллельно второму Хорошёвскому проезду располагалась железнодорожная ветвь, идущая от станции Пресня до станции Октябрьские казармы. Ныне железнодорожные пути разобраны.

## Расположение
Второй Хорошёвский проезд начинается на перекрёстке с Хорошёвским шоссе, идёт на запад и заканчивается пересечением с 5-й Магистральной улицей.

## Транспорт
По Второму Хорошёвскому проезду ходит автобус № 27. Ближайшие станции метро — «Беговая», «Полежаевская» и «Хорошёвская». Ближайшая железнодорожная платформа — «Беговая».